# Juan Francisco Estrada
Juan Francisco Estrada Romero (* 14. April 1990 in Puerto Peñasco, Sonora, Mexiko) ist ein mexikanischer Profiboxer sowie Weltmeister im Fliegengewicht (WBO/WBA) und Superfliegengewicht (WBC/WBA).

## Boxkarriere
Estrada begann im Alter von neun Jahren mit dem Boxsport, bestritt mit zehn Jahren seinen ersten Amateurkampf und gewann vier nationale Meistertitel, ehe er am 30. August 2008 im Alter von 18 Jahren sein Profidebüt bestritt. Bis Ende 2012 gewann er in Mexiko 26 von 27 Kämpfen, 20 davon vorzeitig. Seine bis dahin einzige Niederlage erlitt er im Mai 2011 nach Punkten gegen Juan Sánchez, gewann jedoch den Rückkampf im Dezember 2011 durch TKO in der elften Runde. Am 17. November 2012 boxte er in Los Angeles gegen Roman Gonzalez um den WBA-Weltmeistertitel im Halbfliegengewicht, verlor jedoch einstimmig nach Punkten.
Im Anschluss stieg Estrada in das Fliegengewicht auf und konnte in seinem ersten Kampf in dieser Klasse am 6. April 2013 in Macau den WBA(Super)/WBO-Weltmeister Brian Viloria per geteilter Mehrheitsentscheidung nach Punkten besiegen. Die beiden WM-Titel verteidigte er im Anschluss jeweils gegen Milan Melindo (#1 Herausforderer der WBO, #9 der WBA), Richie Mepranum, Giovanni Segura (ehemaliger WBA/WBO-Weltmeister) und Hernan Marquez (ehemaliger WBA-Weltmeister).
Im Anschluss legte er im September 2016 seine WM-Gürtel nieder und stieg in das Superfliegengewicht auf, wo er drei Kämpfe in Folge gewann, darunter im September 2017 gegen Carlos Cuadras (ehemaliger WBC-Weltmeister). Er boxte daraufhin am 24. Februar 2018 in Inglewood gegen Srisaket Sor Rungvisai um dessen WBC-Weltmeistertitel, unterlag jedoch durch Mehrheitsentscheidung der Punktrichter.
Durch zwei folgende Siege qualifizierte er sich erneut für einen WBC-WM-Kampf gegen Srisaket Sor Rungvisai und siegte diesmal am 26. April 2019 in Inglewood einstimmig nach Punkten, wodurch er auch vom Ring Magazine als Nummer 1 der Welt anerkannt wurde. Den Titel verteidigte er im Anschluss gegen Dewayne Beamon, sowie in Rückkämpfen gegen Carlos Cuadras und Roman Gonzalez, wobei er mit seinem Sieg gegen Gonzalez dessen WBA-Weltmeistertitel übernahm.
Nach dem Sieg legte er seinen WBC-Titel nieder und verlor auch seinen WBA-Gürtel auf dem grünen Tisch, da er sich nicht für eine Titelverteidigung des Verbandes, sondern einen Rückkampf gegen Gonzalez entschied.
Den inzwischen dritten Kampf gegen Gonzalez, um den vakanten WBC-WM-Titel im Superfliegengewicht, gewann er am 3. Dezember 2022 in Glendale durch Mehrheitsentscheidung. Den Titel verlor er am 29. Juni 2024 durch eine KO-Niederlage an Jesse Rodríguez.